# توطئه خانوادگی
توطئهٔ خانوادگی یا  مقبرهٔ خانوادگی (انگلیسی: Family Plot) فیلمی در ژانر کمدی سیاه و دلهره آور محصول سال ۱۹۷۶ , آخرین فیلم ساخته شده توسط آلفرد هیچکاک است. این فیلم که به شیوهٔ تکنی کالر ساخته شده‌است، برداشتی آزاد رمان «مسیر پرندهٔ بارانی» اثر ویکتور کنینگ بود که ارنست لمان آن را برای تصویر برداری در مقابل دوربین بازنویسی کرد. کارن بلک، بروس درن، باربارا هریس و ویلیام دیون از جملهٔ مهمترین ستارگان حاضر در این فیلم بودند. این فیلم در جشنواره فیلم کن سال ۱۹۷۶ پخش شد اما به بخش رقابت اصلی وارد نشد. داستان این فیلم، شامل داستان زندگی دو زوج است: دختری که تظاهر به دیوانگی می‌کند و دوست پسر او که یک رانندهٔ تاکسی است و در مقابل زوجی هستند که دزد و آدم‌رباهایی حرفه ای هستند که زندگی آنها، همواره به دلیل جستجوی یک ارث گمشده، با درگیری دست و پنجه نرم می‌کند. عنوان فیلم، همان گونه که در ابتدای تیتراژ در مقابل دیدگان بیننده نقش می‌بندد، توطئهٔ خانوادگی است، که می‌تواند به یک منطقه در یک گورستان اشاره کند که توسط یک خانواده برای دفن بستگان و آشنایان خریداری شده‌است و از سوی دیگر، این عبارت می‌تواند به معنی یک خط طرح دراماتیک شامل اعضای مختلف خانواده باشد.

## طرح اصلی
فردی به نام بلانچای تیلر با بازی باربارا هریس که به دروغ خود را به عنوان یک احضار کننده روح جا زده‌است به همراه دوست پسرش، جورج لوملی با بازی بروس درن، تلاش می‌کنند تا برادرزادهٔ یک زن سالخورده و ثروتمند را که تنها وارث اوست، فریب دهند.

## بازیگران
- باربارا هریس
- بروس درن
- کارن بلک
- ویلیام دیون
- اد لاتر
- کاتلین نسبیت
- کاترین هلموند
- نیکلاس کلسانتو
- ویلیام پرینس
- مارج ردموند